# Parroquia de Turlava
La parroquia de Turlava (en letón: Turlavas pagasts) es una unidad administrativa del municipio de Kuldīga, Letonia. La parroquia tiene una población de 910 (01/01/2016) y cubre una área de 124.51 km².